# Roujiamo

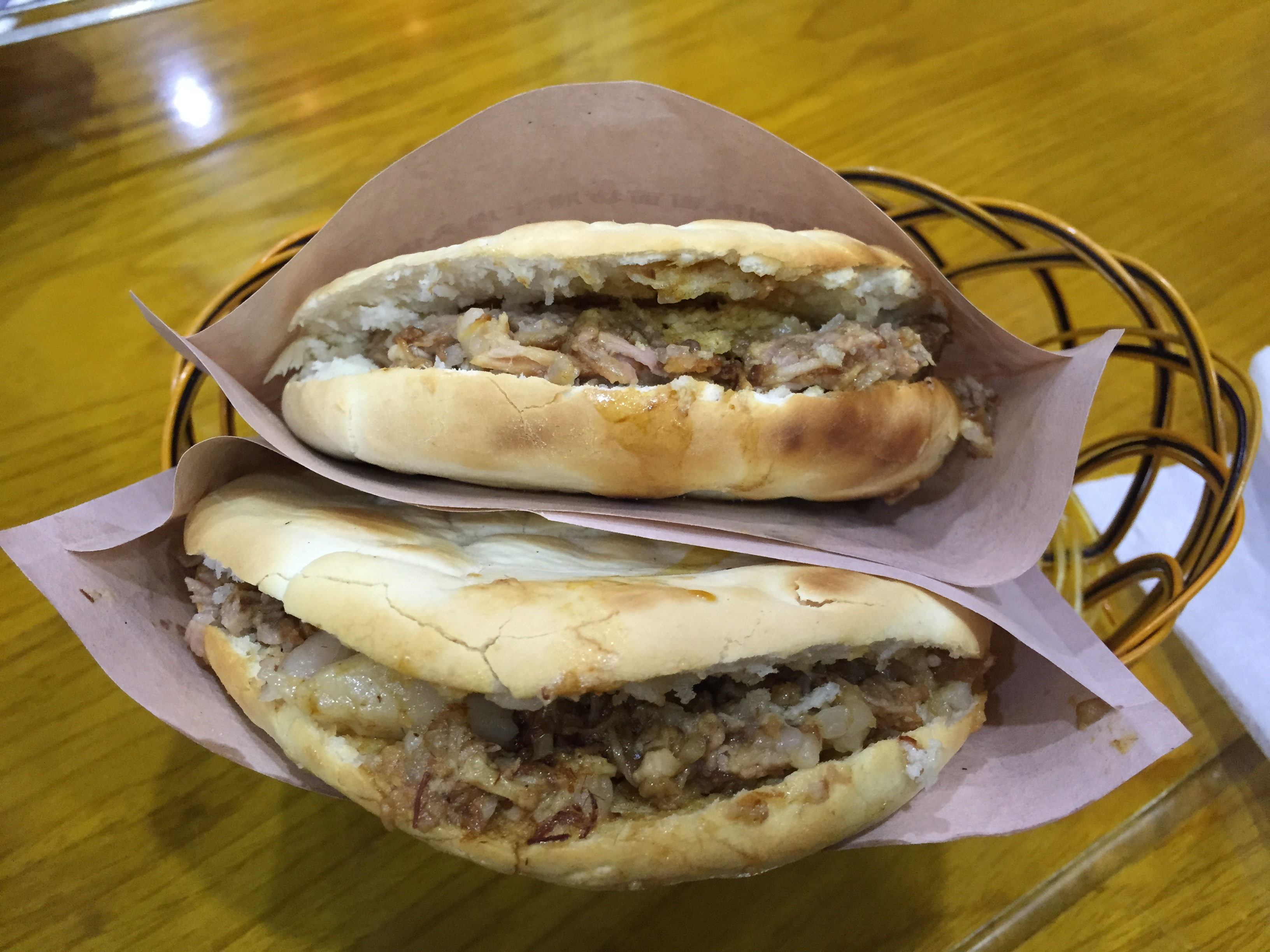
Roujiamo in einem Shaanxi-Restaurant in Peking

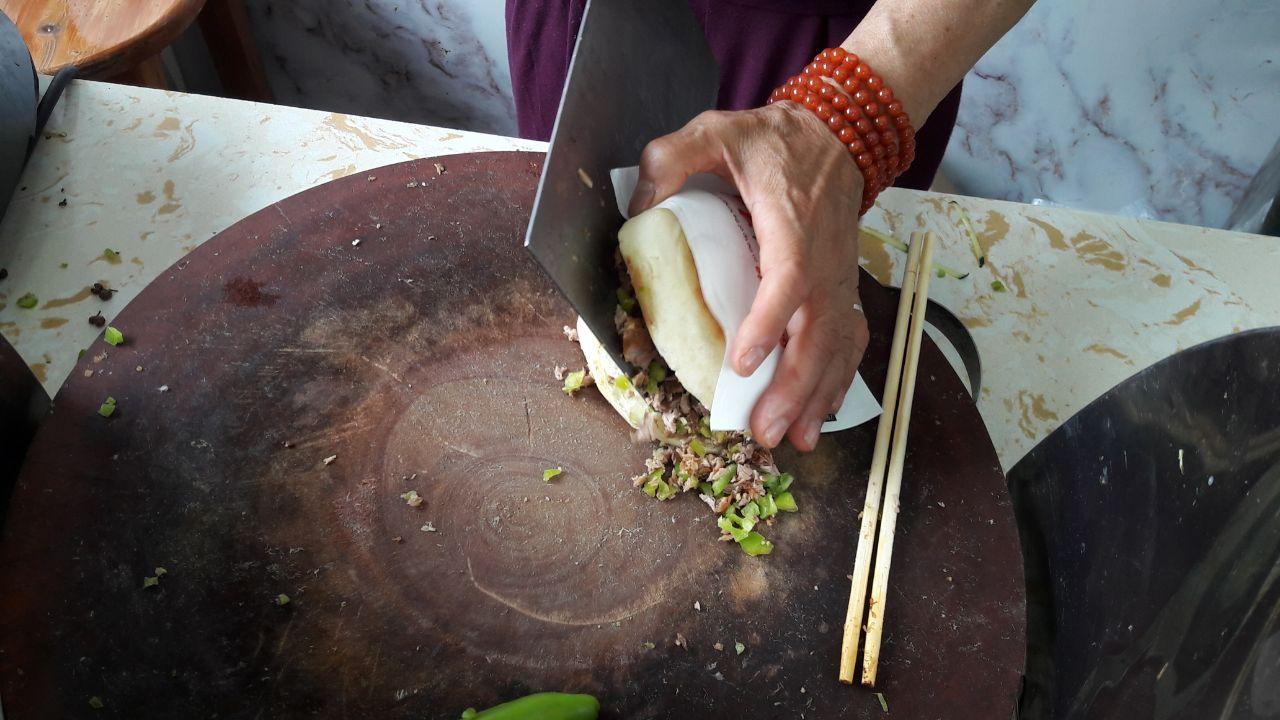
Zubereitung eines Roujiamo

Roujiamo oder Rou Jia Mo (Chinesisch: 肉夹馍; pinyin: ròujiāmó; wörtlich: „in Brot eingelegtes Fleisch“), auch bekannt als Rougamo, ist ein Imbissgericht, das aus der Küche der Provinz Shaanxi stammt und in ganz China verbreitet ist.

## Übersicht
Das Fleisch ist häufig Schweinefleisch, das idealerweise stundenlang in einer Suppe mit über 20 Gewürzen und Gewürzmischungen gedünstet wird. Imbissstände verwenden oft nur wenige Gewürze; das resultierende Gericht ist dann aber weniger geschmacksintensiv.
Es gibt aber auch viele Alternativen. In muslimischen Gebieten in Xi’an besteht das Fleisch zum Beispiel normalerweise aus Rindfleisch (gewürzt mit Kreuzkümmel und Pfeffer), und in der Provinz Gansu besteht es häufig aus Lammfleisch. Das Fleisch wird dann gehackt und mit „Baijimo“, in eine Art Fladenbrot gefüllt. Ein authentischer Baijimo wird aus einem Weizenmehlteig mit Hefe hergestellt und dann in einem Lehmofen gebacken. Heute wird der Baijimo in vielen Teilen Chinas mit einer Pfanne hergestellt, was einen Geschmack gibt, der erheblich von der ursprünglichen Lehm-Ofen-gebackenen Version abweicht. Abhängig von der Art der Gewürze, die zum Kochen des Fleisches verwendet werden, und der Art und Weise, wie das Brot hergestellt wird, kann der Geschmack von Roujiamo von Imbiss zu Imbiss stark variieren.